# Сэндфорд, Эд
Эдвард Майкл Сэндфорд (англ. Edward Michael Sandford; 20 августа 1928, Торонто — 26 октября 2023, Уинчестер) — канадский хоккеист, игравший в НХЛ с 1947 по 1956 годы.

## Биография

### Игровая карьера
На молодёжном уровне играл за «Торонто Сент-Майклс Мэйджорс», в котором по итогам сезона 1946/47 заработал 67 очков, получив затем приз Ред Тилсон Трофи, как лучший хоккеист Хоккейной лиги Онтарио (OHL).
По окончании сезона перешёл в клуб НХЛ «Бостон Брюинз», в котором отыграл восемь сезонов, став в чемпионате-1953/54 одним из лучших бомбардиров команды с 47 (16+31) очками. По окончании сезона он сменил в качестве капитана завершившего карьеру Милта Шмидта
В 1955 году был обменян в числе других игроков в «Детройт Ред Уингз», за который отыграл четыре матча, а затем его обменяли в «Чикаго Блэкхокс», в котором он завершил карьеру игрока.

### Спортивный функционер
Завершив карьеру, работал в «Бостон Брюинз» на разных должностях.

### Смерть
Скончался 26 октября 2023 года в Уинчестере (Массачусетс) в возрасте 95 лет.